# المجموعة المشتركة لخبراء الصور 2000 (ممخص 2000)
ممخص 2000 (اختصار للمجموعة المشتركة لخبراء الصور 2000) (بالإنجليزية: JPEG 2000) هو معيار لضغط الصور ونظام ترميز. جرى تطويره في الفترة من 1997 إلى 2000 على يد لجنة منبثقة عن المجموعة المشتركة لخبراء الصور برئاسة تورادج إبراهيمي، الذي أصبح لاحقًا رئيسًا للمجموعة، وكان الهدف من تطويره استبدال المعيار الأصلي المبني على تحويل جيب التمام المتقطع بطريقة جديدة قائمة على المويجات. امتداد الملفات المعياري هو '.jp2' للملفات المتوافقة مع المواصفات، بينما يُستخدم '.jpx' أو '.jpf' للمواصفات الموسعة.

## مرونة وجودة الضغط مقارنة بالمعيار الأصلي
رغم أن ممخص 2000 يوفر زيادة متواضعة في كفاءة الضغط مقارنة بالمعيار الأصلي، فإن الميزة الرئيسة التي يقدّمها هي مرونة تدفق الترميز بشكل كبير. فالتدفق الناتج بعد ضغط صورة ما باستخدام ممخص 2000 يتميز بطبيعته القابلة للتدرج، مما يعني إمكانية فك تشفيره بعدة طرق. على سبيل المثال، يمكن تقصير التدفق في أي نقطة للحصول على تمثيل للصورة بدقة أقل أو بنسبة أقل من الإشارة إلى الضجيج. كما أن ترتيب التدفق بطرق مختلفة يمكن أن يحقق تحسينات كبيرة في أداء التطبيقات. لكن، نتيجة لهذه المرونة، يتطلب ممخص 2000 مرمزات وفاكات ترميز معقدة وموارد حسابية عالية. من الفروقات الأخرى مقارنة بالمعيار الأصلي، مسألة العيوب البصرية, فبينما ينتج ممخص 2000 عيوبًا تعرف بالتموجات، التي تظهر على شكل ضبابي وحلقات قرب حواف الصورة، فإن المعيار الأصلي يسبب كل من التموجات وعيوب "الكتل" الناتجة عن تقسيم الصورة إلى مربعات 8×8.

## الجدل التقني
يهدف معيار ممخص 2000 إلى ما هو أبعد من مجرد تحسين ضغط الصور مقارنة بالمعيار الأسبق له (ممخص) إذ يسعى كذلك إلى إدخال خصائص جديدة أو تطوير الخصائص القائمة بالفعل، مثل قابلية التدرّج وإمكانية التحرير. أمّا التحسّن الذي يقدّمه في كفاءة الضغط مقارنة بالمعيار الأصلي، فمحدود نسبيًا، ولا ينبغي أن يُعَدّ الأساس في تقويم هذا المعيار. يمتاز ممخص 2000 بمرونته الكبيرة، إذ يدعم معدلات ضغط ابدئ من نسب منخفضة للغاية وتصل إلى مرتفعة جدًا، وتُعَدّ قدرته على استيعاب هذا الطيف الواسع من معدلات البِتّ إحدى أبرز نقاط قوّته. فعلى سبيل المثال، إذا أُريد تقليل حجم الصورة إلى ما دون مقدار معين في المعيار الأول ممخص، كان لا بد من خفض دقة الصورة قبل ترميزها. أما في ممخص 2000 فليس ثمة حاجة إلى ذلك، لأن بنيته القائمة على "التحليل متعدّد الدقة" تتكفّل بهذا الأمر تلقائيًا أثناء عملية الترميز.